# Almighty DP 2
Almighty DP 2 è il secondo mixtape collaborativo del rapper statunitense Chief Keef e del produttore DP Beats, pubblicato l'11 settembre 2015 dalle etichette discografiche Glo Gang e RBC Records.

## Tracce
1. Ain't Even Know – 3:20
2. Bag – 3:20
3. Bands – 3:15
4. Bouncin – 3:16
5. Fair – 3:14
6. Fever – 2:52
7. Flu – 3:06
8. Shorties – 3:06
9. Swerve – 3:12
10. TD – 3:19
11. Where – 3:33